# Ласло III
Ласло III (угор. III. László; 1199 — 7 травня 1205, Відень) — король Угорщини та Хорватії з династії Арпадів. З 26 серпня по 30 листопада 1204 року правив спільно з батьком, з 30 листопада 1204 року — одноосібно.
Ласло III — єдиний син короля Угорщини Імріха I та Констанції Арагонської. 26 серпня 1204 року Ласло був коронований за життя батька, який бажав цим забезпечити права сина на престол. Дядько Ласло Андраш, неодноразово конфліктував з Імре, поклявся захищати малолітнього короля і був призначений регентом. Після смерті Імре (30 листопада 1204) Ласло III був проголошений королем Угорщини та Хорватії. Андраш, ставши регентом, тримав Ласло і його мати Констанцію під домашнім арештом. Побоюючись за своє життя, Констанція разом з сином втекла до Відня під захист Леопольда VI. 7 травня 1205 року Ласло III помер у Відні. Успадкувавши угорський трон, Андрій II витребував у Леопольда VI тіло племінника і поховав його в Секешфехерварі.